# The Miracle Season
Pour plus de détails, voir Fiche technique et Distribution.
The Miracle Season, ou La Saison miracle au Québec, est un film dramatique américain de Sean McNamara, sorti en 2018.

## Synopsis
Caroline Found, surnommée Line, est la joueuse vedette de l'équipe de volley-ball féminin de l'école secondaire Iowa City West High School et est très appréciée des membres de la communauté. Avec Line comme capitaine, les Trojans sont invaincues et tout le monde espère vivement que West remportera à nouveau le championnat après l’année précédente, en particulier contre l'équipe rivale de longue date, City High. La mère de Caroline est gravement malade, ce qui occasionne des soucis pour sa famille immédiate et attire la sympathie de la communauté. Après une fête entre étudiants, Line conduit un scooter sans casque. Elle est tuée dans un accident, laissant toute la communauté en deuil. 
Bien que l'école et la communauté soient sous le choc de la mort de Line, l'entraîneuse Kathy Bresnahan continue de pratiquer le volley-ball. Elle s’adresse directement à Kelley, la meilleure amie de Line, pour l’encourager à revenir et à mener l’équipe car Line aurait voulu qu’elle continue. Kelley refuse, mais Bresnahan persiste jusqu'à ce que Kelley accepte. L'équipe de lycéennes s'entraîne tous les jours pour Line. Elles continuent à jouer leurs tournois et Kelley n’arrive pas à mener l’équipe vers la victoire. Au dernier match, avant qu’elles ne soient disqualifiées pour aller au championnat, elles gagnent. Elles continuent jusqu'au championnat où elles gagnent tous leurs match les uns après les autres. Rendus à la finale, elles rencontrent leurs rivales. Au début du match, elles n’arrivent pas à développer leurs attaques et leur jeu. La nouvelle étudiante, Taylor, commence à attaquer et, peu à peu, l’équipe rattrape son retard et remporte le match. Ainsi, pour la deuxième année consécutive, elles sont les championnes de leur État.

## Distribution
- Helen Hunt : Kathy Bresnahan
- Erin Moriarty : Kelley Fliehler
- William Hurt : Ernie Found
- Danika Yarosh : Caroline Found
- Jason Gray-Stanford : Scott Sanders
- Natalie Sharp : Mack
- Tiera Skovbye : Brie
- Lillian Doucet-Roche : Taylor
- Nesta Cooper : Lizzy
- Burkely Duffield : Alex
- Jillian Fargey : Ellyn Found

## Production
Ce film est tiré d'une histoire vraie. Il raconte l'histoire de Caroline Found, qui, le 11 août 2011, a trouvé la mort dans un accident de cyclomoteur, quelques semaines avant le début de la saison de volley-ball. Elle fut décrite comme une personne joyeuse et souriante.